# Filippo Randazzo (lunghista)
Filippo Randazzo (Caltagirone, 27 aprile 1996) è un lunghista e velocista italiano, medaglia d'argento agli Europei under 23 di Bydgoszcz 2017.
In carriera è stato anche medaglia di bronzo agli Europei juniores di Eskilstuna 2015 e finalista olimpico ai Giochi di Tokyo 2020. Con la misura di 8,12 m, realizzata al meeting di Savona il 16 luglio 2020, è l'undicesimo italiano all-time della specialità.

## Biografia
Di San Cono, in provincia di Catania, comincia la sua attività agonistica nel 2010 con la società sportiva Pro Sport 85 Valguarnera, sotto la guida del tecnico Carmelo Giarrizzo. Nel 2015 vince la medaglia di bronzo nel salto in lungo ai campionati europei juniores di Eskilstuna con un salto di 7,74 m. Pochi giorni dopo si diploma campione italiano assoluto di salto in lungo, con il nuovo record personale di 7,76 m. Nello stesso anno conquista i titoli italiani juniores, sia indoor (Ancona) che outdoor (Rieti).
Nel 2017 vince il titolo promesse indoor (Ancona) con la misura di 7,86 m e soprattutto raggiunge il nuovo personale di 8,05 m agli indoor assoluti (Ancona) conquistando l'argento. Conclude la stagione indoor con la partecipazione agli europei assoluti indoor svoltisi a Belgrado, in cui prima si qualifica per la finale con la misura di 7,89 m e poi raggiunge il 7º piazzamento continentale con la misura di 7,77 m.
Apre la stagione outdoor 2017 con la conquista dell'oro ai campionati italiani assoluti a Trieste, grazie ad un salto di 7,95 m. Qualche settimana dopo partecipa agli Europei under 23 svoltisi a Bydgoszcz, qualificandosi alla finale con un salto di 8,04 m (primato personale all'aperto) e conquistando l'argento in finale il giorno successivo con un salto di 7,98 m.
Il 23 maggio 2021 ottiene la vittoria nel salto in lungo al British Grand Prix di Gateshead, meeting valido come prima tappa del circuito della Diamond League; il 29 maggio replica il successo agli Europei a squadre di Chorzów con la misura di 7,88 m (-0,5 m/s), ottenuta al primo salto precedendo il tedesco Fabian Heinle (secondo), il francese Augustin Bey e lo spagnolo Eusebio Cáceres (terzi a pari merito).
Alle Olimpiadi di Tokyo 2020 riesce ad accedere alla finale, concludendo poi all'ottavo posto complessivo.

## Progressione

### Salto in lungo
| Stagione | Misura | Luogo     | Data      | Rank. Mond. |
| -------- | ------ | --------- | --------- | ----------- |
| 2024     | 8,07 m | Nembro    | 19-6-2024 |             |
| 2023     | 7,88 m | Molfetta  | 30-7-2023 |             |
| 2022     | 7,63 m | Chorzów   | 6-8-2022  | 327º        |
| 2021     | 8,10 m | Tokyo     | 31-7-2021 | 38º         |
| 2020     | 8,12 m | Savona    | 16-7-2020 | 9º          |
| 2019     | 8,07 m | Rovereto  | 27-8-2019 | 46º         |
| 2018     | 7,88 m | Jesolo    | 9-6-2018  | 120º        |
| 2017     | 8,04 m | Bydgoszcz | 13-7-2017 | 50º         |
| 2016     | 7,75 m | Tunisi    | 4-6-2016  | 195º        |
| 2015     | 7,76 m | Torino    | 25-7-2015 | 170º        |
| 2014     | 7,60 m | Torino    | 7-6-2014  | 340º        |
| 2013     | 7,56 m | Jesolo    | 5-10-2013 | 387º        |
| 2012     | 6,91 m | Firenze   | 29-9-2012 | –           |

### Salto in lungo indoor
| Stagione | Misura | Luogo   | Data      | Rank. Mond. |
| -------- | ------ | ------- | --------- | ----------- |
| 2022/23  | 7,78 m | Ostrava | 2-2-2023  |             |
| 2021/22  | 8,00 m | Ancona  | 27-2-2022 | 22°         |
| 2020/21  | 7,79 m | Ancona  | 23-1-2021 | 56°         |
| 2019/20  | 7,84 m | Ancona  | 22-2-2020 | 49º         |
| 2018/19  | 7,81 m | Ancona  | 16-2-2019 | 56º         |
| 2017/18  | 7,90 m | Ancona  | 3-2-2018  | 32º         |
| 2016/17  | 8,05 m | Ancona  | 18-2-2017 | 11º         |
| 2014/15  | 7,55 m | Ancona  | 7-2-2015  | 179º        |
| 2013/14  | 7,40 m | Ancona  | 8-2-2014  | 313º        |
| 2012/13  | 7,04 m | Ancona  | 23-2-2013 | 917º        |

## Palmarès
| Anno | Manifestazione          | Sede       | Evento         | Risultato | Prestazione | Note                          |
| ---- | ----------------------- | ---------- | -------------- | --------- | ----------- | ----------------------------- |
| 2013 | Mondiali U18            | Donec'k    | Salto in lungo | 10º       | 7,29 m      |                               |
| 2014 | Mondiali U20            | Eugene     | Salto in lungo | 22º (q)   | 7,06 m      |                               |
| 2015 | Europei U20             | Eskilstuna | Salto in lungo | Bronzo    | 7,74 m      | Miglior prestazione personale |
| 2016 | Mediterraneo U23        | Tunisi     | Salto in lungo | Bronzo    | 7,75 m      |                               |
| 2017 | Europei indoor          | Belgrado   | Salto in lungo | 7º        | 7,77 m      |                               |
| 2017 | Europei U23             | Bydgoszcz  | Salto in lungo | Argento   | 7,98 m      |                               |
| 2017 | Universiadi             | Taipei     | Salto in lungo | 7º        | 7,53 m      |                               |
| 2018 | Mediterraneo U23        | Jesolo     | Salto in lungo | Oro       | 7,88 m      |                               |
| 2018 | Giochi del Mediterraneo | Tarragona  | Salto in lungo | dns       | dns         |                               |
| 2021 | Giochi olimpici         | Tokyo      | Salto in lungo | 8º        | 7,99 m      |                               |
| 2022 | Mondiali indoor         | Belgrado   | Salto in lungo | 12º       | 7,74 m      |                               |
| 2024 | Europei                 | Roma       | Salto in lungo | 13º (q)   | 7,94 m      |                               |

## Altre competizioni internazionali
2025
- Campionati europei a squadre di atletica leggera ( Madrid)

## Campionati nazionali
- 7 volte campione italiano assoluto del salto in lungo (2015, 2017, 2018, 2019, 2020, 2021, 2023)
- 2 volte campione italiano assoluto indoor del salto in lungo (2022, 2023)
- 2 volte campione italiano U23 indoor del salto in lungo (2017, 2018)
- 1 volta campione italiano juniores del salto in lungo (2015)
- 1 volta campione italiano juniores indoor del salto in lungo (2015)
- 1 volta campione italiano allievi del salto in lungo (2013)

2014
- Argento ai campionati italiani juniores (Torino), salto in lungo - 7,60 m

2015
- Oro ai campionati italiani juniores (Rieti), salto in lungo - 7,63 m
- Oro ai campionati italiani assoluti (Torino), salto in lungo - 7,76 m

2017
- Argento ai campionati italiani assoluti indoor (Ancona), salto in lungo - 8,05 m
- Oro ai campionati italiani assoluti (Trieste), salto in lungo - 7,95 m

2018
- Oro ai campionati italiani assoluti (Pescara), salto in lungo - 7,76 m

2019
- Bronzo ai campionati italiani assoluti indoor (Ancona), salto in lungo - 7,81 m
- Oro ai campionati italiani assoluti (Bressanone), salto in lungo - 7,94 m

2020
- Bronzo ai campionati italiani assoluti indoor (Ancona), salto in lungo - 7,84 m
- Oro ai campionati italiani assoluti (Padova), salto in lungo - 7,77 m

2021
- Oro ai campionati italiani assoluti (Rovereto), salto in lungo - 7,94 m w

2022
- Oro ai campionati italiani assoluti indoor (Ancona), salto in lungo - 8,00 m

2023
- Oro ai campionati italiani assoluti indoor (Ancona), salto in lungo - 7,68 m
- Oro ai campionati italiani assoluti (Molfetta), salto in lungo - 7,88 m

2024
- Bronzo ai campionati italiani assoluti (La Spezia), salto in lungo - 7,74 m

2025
- Bronzo ai campionati italiani assoluti (Caorle), 100 m piani - 10"36